# Leucozona
Leucozona là một chi ruồi trong họ Syrphidae.

## Các loài
- Leucozona glaucia (Linnaeus, 1758)
- Leucozona inopinata Doczkal, 2000
- Leucozona laternaria (Müller, 1776)
- Leucozona lucorum (Linnaeus, 1758)
- Leucozona velutina (Williston, 1882)
- Leucozona xylotoides (Johnson, 1916)

Danh sách này không đầy đủ, bạn cũng có thể giúp mở rộng danh sách.

## Hình ảnh

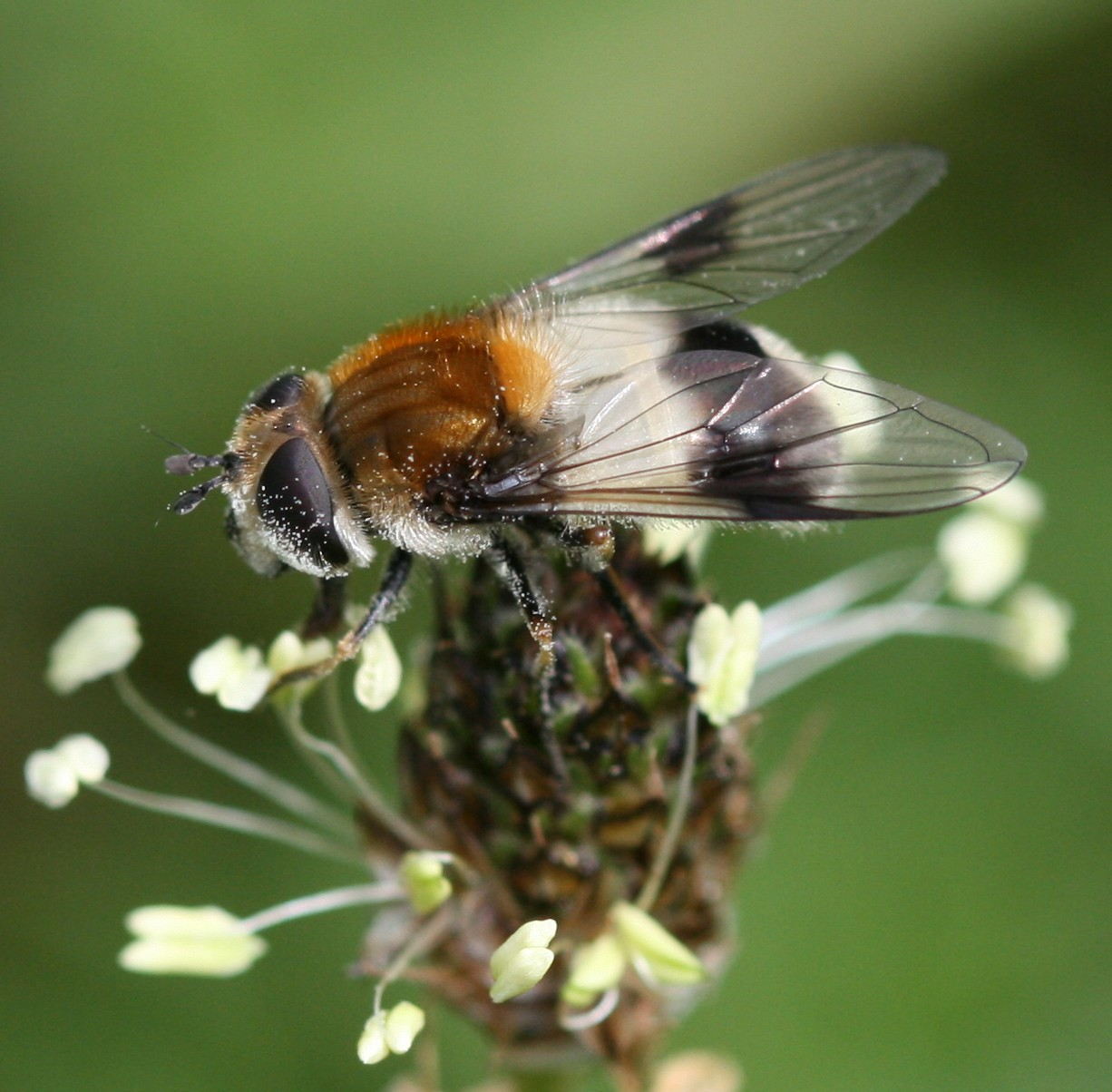
Leucozona lucorum
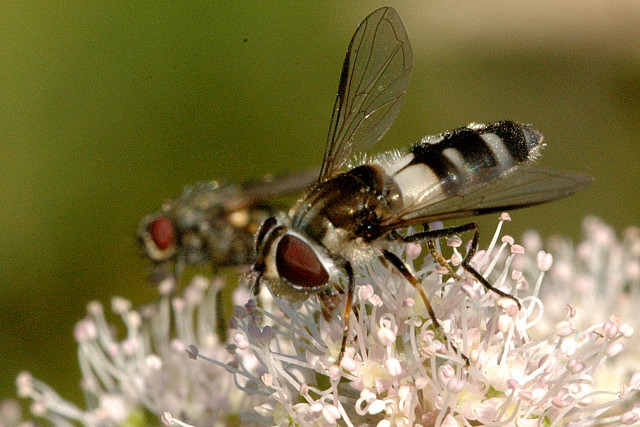
Leucozona laternaria
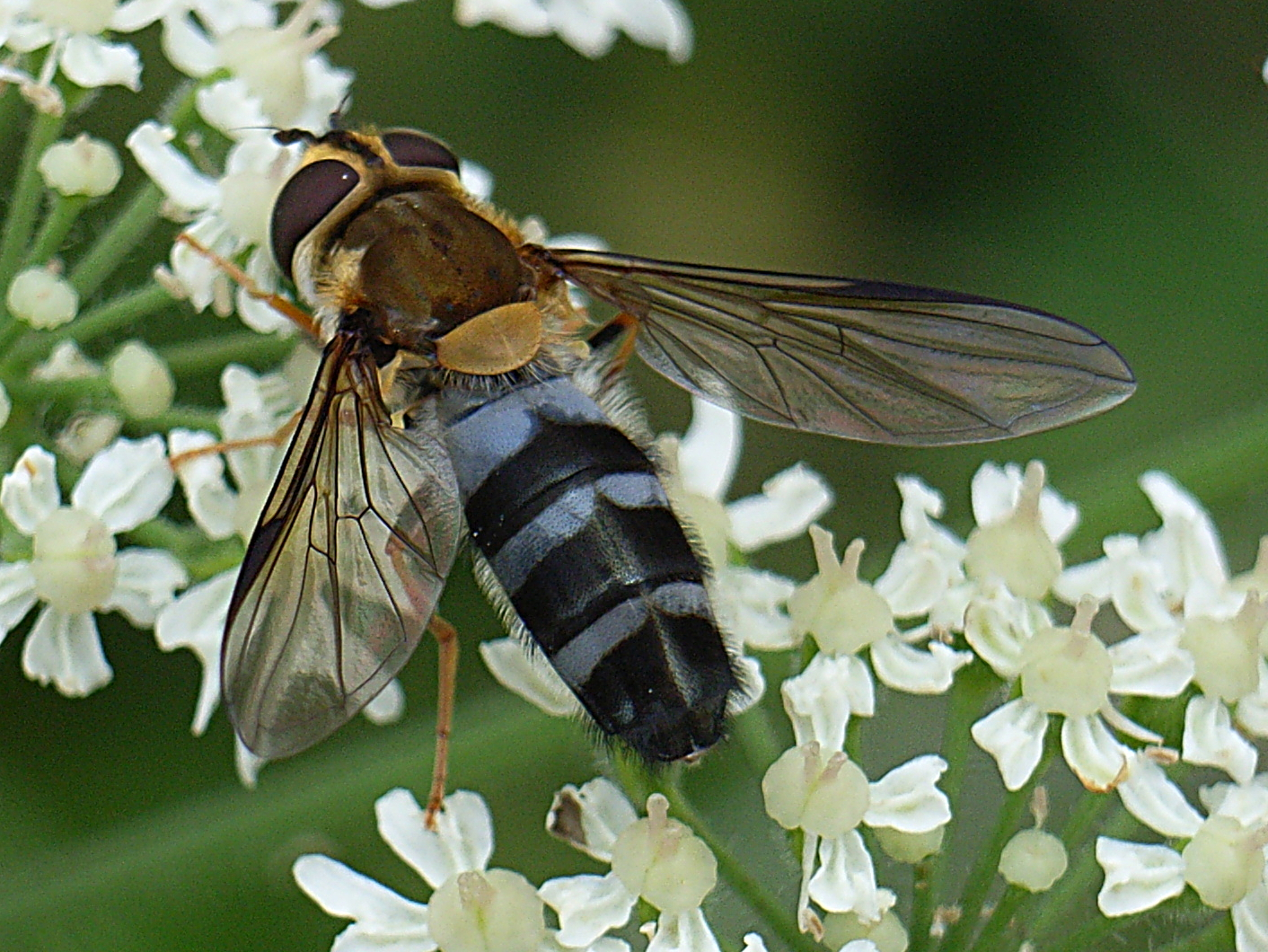
Leucozona glaucia